# Ormosia tovarensis
Ormosia tovarensis är en ärtväxtart som beskrevs av Henri François Pittier. Ormosia tovarensis ingår i släktet Ormosia och familjen ärtväxter. Inga underarter finns listade i Catalogue of Life.